# Итлар
Итларь (? — 1095) — половецкий хан.

## Биография
Вместе с другим половецким князем, Кытаном, заключил в 1095 году мир с Владимиром Мономахом, причём по тогдашнему обычаю принял в аманаты его сына Святослава.
Ночью Ратибор, его сыновья, киевский боярин Словята и дружинники стали уговаривать Владимира перебить половцев. Владимир поначалу колебался, напоминая, что дал половцам клятву: «Как могу я это сделать, давши им клятву?», однако оппоненты выдвинули железный довод: известно, что половцы частенько нарушают клятвы, а значит, и эти двое ханов могут оказаться клятвопреступниками: «Князь, не будет на тебе греха: половцы всегда дают тебе клятву, и все губят Русскую землю, льют кровь христианскую», так что следует убить их раньше, чем те успели проявить коварство.
Вскоре русичи вместе с торками воспользовались оплошностью половецких князей, думавших, что стоит мир и опасаться нечего, и захватили их врасплох. Не встретив ни малейшего сопротивления, князья умертвили ночью сонного Кытана, а Итлар пал в Переяславле от стрелы, пущенной Олбегом, сыном Ратибора, у которого Итлар гостил, через отверстие, сделанное вверху горницы (1095). "И так страшно окончил жизнь свою Итларь с дружиной своей в неделю Сыропустную, в первом часу дня", - пишет летопись.
После этого Святополк Изяславич и Владимир "пошли на вежи, и захватили скот, и коней, и верблюдов, и челядь, и привели их в землю свою", а сын Итларя, имя которого не сохранилось, нашёл убежище в Чернигове у князя Олега Свтославича. "И стали гневаться на Олега, что не пошел с ними на поганых, - пишет летопись далее. - И послали Святополк и Владимир к Олегу, говоря так: «Вот ты не пошел с нами на поганых, которые губили землю Русскую, а держишь у себя Итларевича — либо убей, либо дай его нам. Он враг нам и Русской земле». Олег же не послушал того, и была между ними вражда".
Сам Владимир Мономах в своём широко известном «Поучении» описывает этот эпизод довольно скупо: "И пакы Итлареву чадь избиша, и вежи ихъ взяхом шедше за Голтавомь". 